# 红花七瓣连蕊茶
红花七瓣连蕊茶（学名：Camellia septempetala var. rubra）是山茶科山茶属长瓣连蕊茶（C. septempetala）的变种。分布在中国大陆的四川等地，生长于海拔1,000米至1,500米的地区，常生长在森林里，目前尚未由人工引种栽培。